# Schwedische Badmintonmeisterschaft 1949
Die Schwedische Badmintonmeisterschaft 1949 fand in Stockholm statt. Es war die 13. Austragung der nationalen Titelkämpfe im Badminton in Schweden.	

## Titelträger
| Disziplin    | Sieger                                |
| ------------ | ------------------------------------- |
| Herreneinzel | Nils Jonson AIK                       |
| Dameneinzel  | Berit Nilsson MAI                     |
| Herrendoppel | Helge Paulsson Bengt Polling Malmö BK |
| Damendoppel  | Berit Nilsson Amy Pettersson MAI      |
| Mixed        | Knut Malmgren Elsy Killick MAI        |